# Fortriu
Fortriu és el nom donat pels historiadors a l'antic regne dels pictes, que sovint s'utilitza també com a sinònim de «regne dels pictes» en general. Fortriu es localitzava a la zona de Moray i arribava fins a l'est de Ross, al nord de l'actual Escòcia. Tanmateix tradicionalment sempre se l'ha associat amb Strathearn, a l'Escòcia central.

## El nom
El terme Fortriu és una reconstitució moderna de l'hipotètica forma nominativa en el vell irlandès d'un mot que només apareix als textos declinat en genitiu o datiu «Fortrenn» (del Fortriu) i «Fortrinn».
La reconstitució de la forma picta del terme és «Uerturio», que és de fet, segons l'historiador romà Ammià Marcel·lí, el nom d'una de les dues principals tribus pictesː els «Uerturiones». Fortriu seria, doncs, el país dels Uerturiones, una de les dues tribus pictes principals documentades a Caledònia durant les guerres dutes a terme pels romans.
La modificació de la consonant inicial està relacionada amb el fet que els locutors gaèlics transformaven quasi sempre el britònic U/V, W o Gw en una F. Per exemple, el gaèlic escocès «Fionn» correspon al gal·lès «Gwyn», i significa en ambdós casos «blanc».

## Localització
Tradicionalment s'havia localitzat Fortriu a l'Escòcia central amb capital a Strathearn. Aquesta teoria va gaudir del concens general dels especialistes durant més d'un segle. Tanmateix les noves investigacions d'Alex Woolf han posat en dubte aquesta afirmació. Com remarca Woolf, la teoria que localitza Fortriu a l'Escòcia central reposa sobre dues úniques referències de combats aparegudes a la Crònica dels Reis d'Alba i als Annals d'Ulster:
- Constantin mac Aed va governar durant 40 anys. Durant el tercer any (903) els «homes del nord» van pillar Dunkeld i tot Alba. L'any seqüent els «homes del nord » són assassinats al Straith Herenn.[5]
- AU 904: Imar Uí Ímair és assassinat pels «homes de Fortriu» amb una gran massacre relacionada.[6]

La raó és que si els "homes de Fortriu" maten els "homes del nord" a Strathearn, serà aquest lloc una llar pels de Fortriu. Tot i així Alex Woolf estima que aquest és un argument poc convincent en la mesura que filològicament Straith Herenn correspondria a un modern Strath Éireann. A més a Escòcia existeixen dos Strathearn; n'hi ha un al nord de les muntanyes Strathdearn. Per tant, la batalla que mencionen aquestes dues fonts, podria molt ben ser que s'hagués desenvolupat en aquest lloc. A més no hi ha cap raó per pensar que, en el cas que es tractés del centre d'Escòcia, la gent de Fortriu anés a guerrejar fora de les seves fronteres.
Una altra prova que situaria Fortriu al nord de l'actual Escòcia ens l'aporta la Historia Regum Anglorum et Dacorum, atribuïda a Simeó de Durham, quan indica que el «Woerteres» (forma anglosaxona de Fortriu) era al nord del Mounth (al nord-est dels Grampians), en una zona visitada per sant Columba d'Iona quan aquest va trobar amb el rei Bridei mac Maelchon.
El text pseudo profètic anomenat Profecia de Berchán, escrit el segle xii però que es presenta com una profecia feta durant l'alta edat mitjana, revela que el rei Dubh va morir a la «Plana de Fortriu». La Crònica dels reis d'Alba indica, per la seva banda, que aquest rei va ser assassinat a Forres, que se situa a Moray. També la Crònica de Melrose confirma que els homes de Moray van assassinar Dubh a Forres.
El llarg poema conegut amb el nom de Profecia Berchán explica també que "Mac Bethad, el gloriós rei de Fortriu, prendrà [el regne d'Escòcia]". Com que Mac Bethad era Mormaer de Moray abans d'esdevenir rei d'Escòcia, sembla demostrar que Moray s'identificava amb Fortriu durant l'Alta edat mitjana.

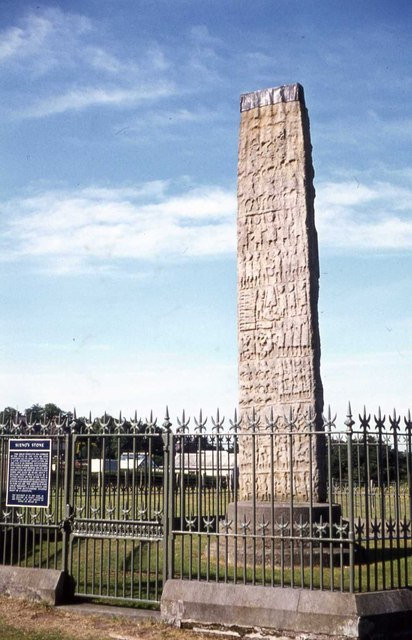
Pedra de Suenos (Forres) en una fotografia de 1972. Monument picte que commemora alguna victòria militar.

D'altres historiadors com el canadenc James E. Fraser asseguren que Fortriú s'estenia pel nord d'Escòcia, centrat a la zona de Moray i a l'est del Ross actuals, on se situen a més la majoria dels monuments pictes que han sobreviscut fins avui.

## Història
La primera menció de Fortriu a les fonts és als Annals d'Ulster quan explica que l'any 664 hi va haver la "Batalla de Luith Feirnn i.e a Fortrinn". Tot just després s'hi cita la menció del combat entre el rei Egfrit i Bruidhi mac Bili "regis Fortrenn". Aquest rei picte, Bridei mac Bili, és anomenat "rex Fortrenn" quan s'hi cita la seva mort el 692. A continució els Annals d'Ulster mencionen Fortriu el 725 amb la mort de "Conghal mac Mael Anfaith, Brecc Fortrend, Oan princeps Ego, moriuntur" i el 736 amb la batalla de "Cnoc Coirpre prop de Calathros" on Talorgan mac Fergusso vencé Muiredach mac Ainbcellaich rei de Cenél Loairn. També es menciona Fortriu amb la mort del rei Bridei mac Uurguist el 763. Fortriú va ser el lloc on van combatre el 768 Áed Find de Dál Riata i el rei dels pictes Cineadh.
El segle IX el terme designa un regne dirigit per membres de la dinastia de Wruigst: Constantí mac Uurguist i el seu germà Unuist mac Uurguist «rex Fortrenn» morts el 820 i el 834 respectivament, i els dos fills d'aquest últim Eóganan mac Óengusa i Bran moriren el 839 encapçalant els «Homes de Fortrenn» durant la batalla de 839 contra els vikings.
Cináed mac Ailpín, rei de Dál Riata, aprofità la seva condició de fill d'escot i picte per conquerir Fortriu i fer-se proclamar rei dels pictes, fundant el nou regne d'Alba, nom gaèlic d'Escòcia, i traslladant el centre del regne a Dunkeld.